# Habronattus geronimoi
Habronattus geronimoi là một loài nhện trong họ Salticidae.
Loài này thuộc chi Habronattus. Habronattus geronimoi được Griswold miêu tả năm 1987.